# Meester van de Passie van Karlsruhe

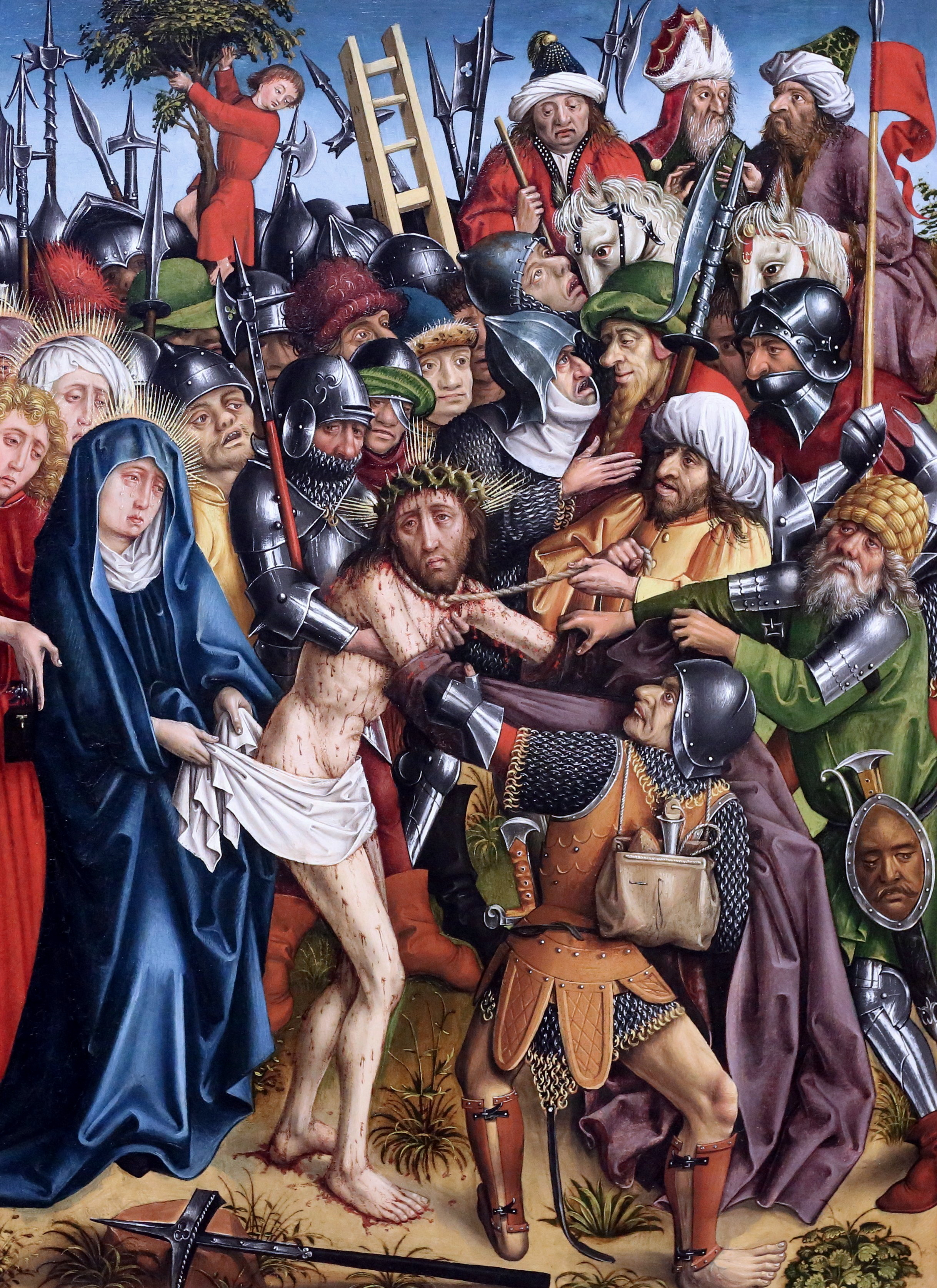
Meester van de Passie van Karlsruhe (Hans Hirtz): Ontkleden van Christus (paneel uit de Passie van Karlsruhe, ca. 1440

Als Meester van de Passie van Karlsruhe is de noodnaam voor een kunstschilder uit de eerste helft van de 15e eeuw, afkomstig uit het gebied van de Bovenrijn, die omstreeks 1440 een passieretabel maakte, waarschijnlijk voor de Thomaskerk van Straatsburg.

## Naamgeving
Het eponiem werk van de meester werd tijdens de Reformatie uit elkaar gehaald en de panelen raakten verspreid. Sinds 1858 werd een aantal panelen bewaard in Karlsruhe, onder de naam Passie van Karlsruhe waarnaar deze meester genoemd werd. Hij kreeg zijn noodnaam pas in 1928, omdat het werk in het begin van de 20e eeuw nog als minderwaardig werd beschouwd. Met de opkomst van het expressionisme gingen de kunsthistorici de prerealistische gotische werken anders bekijken en waarderen, die beweging zette zich pas door na de Eerste Wereldoorlog. De meester kreeg dus zijn naam van Ernst Buchner. 
Vandaag bevinden zes van de teruggevonden panelen zich in de Staatlichen Kunsthalle in Karlsruhe. Eén paneel met de geseling bevindt zich in het Wallraf-Richartz-Museum in Keulen. Het werk is een van de hoofdwerken van de Duitse gotische schilderkunst. In 1952 wijdde L. Fischel een monografie aan de meester, maar daar volgde geen verdere studie op. Vanaf de jaren 1990 kwam deze meester terug volop in de belangstelling bij de kunsthistorici dankzij een tentoonstelling die aan de meester gewijd werd in 1996 ter gelegenheid van het 150-jarig bestaan van de Kunsthalle. Maar dankzij een verkoop van een teruggevonden paneel met de geseling dat eerst in 1998 in Parijs en daarna in 1999 in Londen geveild werd en door een privéverzamelaar werd aangekocht, dat de meester en zijn werk volop in de publieke belangstelling kwamen. De aanleiding was een artikel in de Frankfurter Allgemeine over de gemiste kans om een kernwerk van de Duitse kunst aan te kopen.

## Identificatie
Ondertussen is deze meester overtuigend geïdentificeerd met Hans Hirtz, maar de bekendheid die de noodnaam verwierf dankzij een gerichte campagne leidde ertoe dat men aan deze schilder met zijn noodnaam blijft refereren.

## Stijlkenmerken
De stijl van de meester is zeer narratief, bijzonder expressief en zeer realistisch. Het perspectief en de ruimtelijke voorstelling kan men eerder oudmodisch noemen, maar zijn dramatische verhalende stijl is daarentegen zeer vernieuwend. De figuren in zijn scènes zijn duidelijk herkenbaar als 'goeden' of 'slechten' en de emoties van de deelnemers aan het gebeuren worden zeer goed voorgesteld. Men ging in de late twintigste eeuw zijn picturale voorstellingen bestuderen in het licht van historische teksten over de afgebeelde scènes en van de sociale status van de afgebeelde personen, waarbij men zich baseerde op de huidige sociale normen. Daaruit ging men besluiten dat de meester door zijn verhalende, gedetailleerde voorstelling van het lijden van Christus, de toeschouwer in zijn werk wil betrekken. Dit kaderde in de geloofsbeleving van de Moderne Devotie, waar het zich inleven in het lijden van Christus een belangrijk element was. Robert Suckale en de onderzoekers rondom hem, hebben deze narrativiteit in het werk van de meester sterk benadrukt (zie de werken van Suckale 1990, Wolfson 1991 en Franzen 2002).

## De Passie van Karlsruhe
De zeven bewaarde panelen van de Passie van Karlsruhe stellen de volgende scènes uit het lijden van Christus voor:

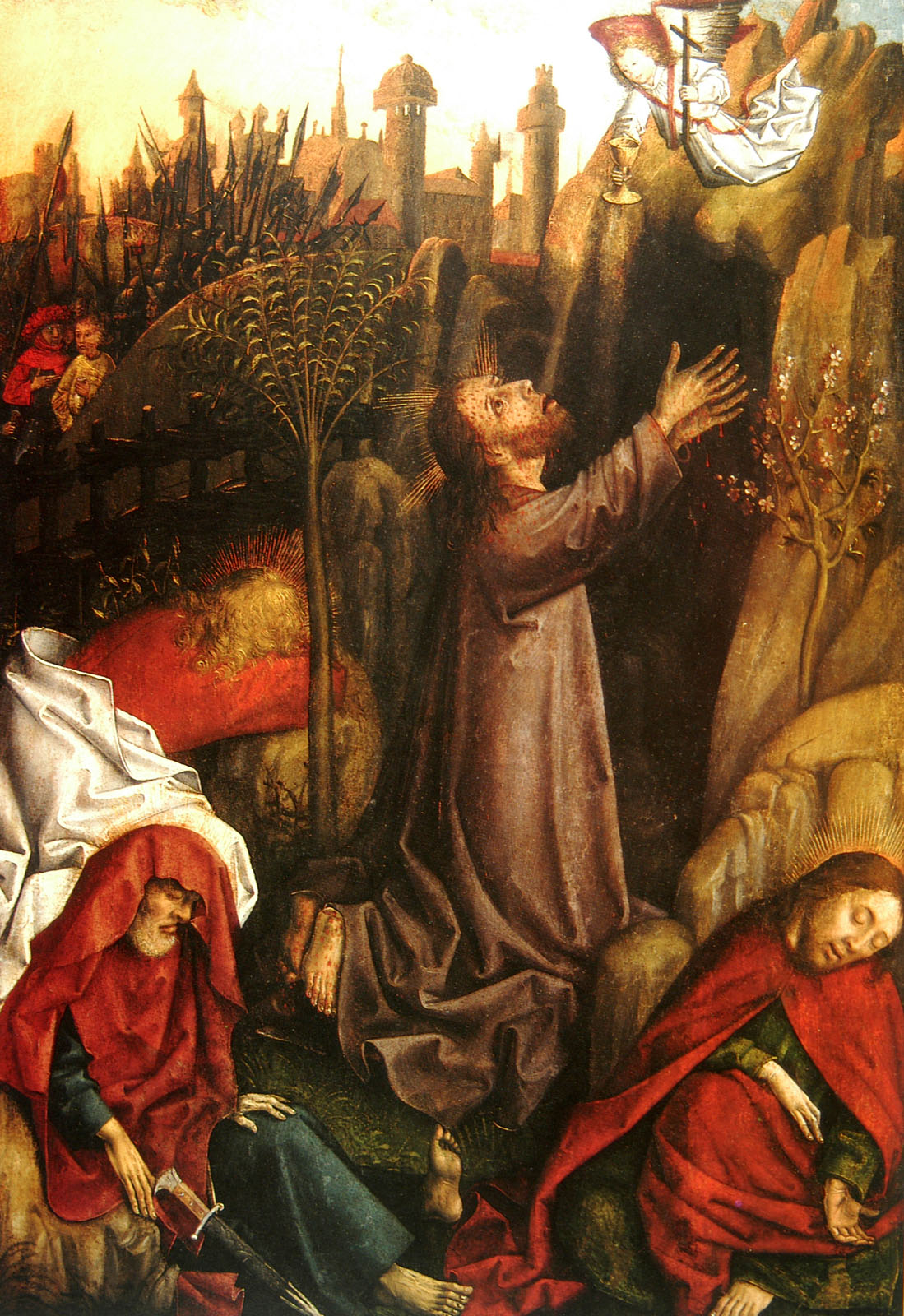
Wake in de olijfhof
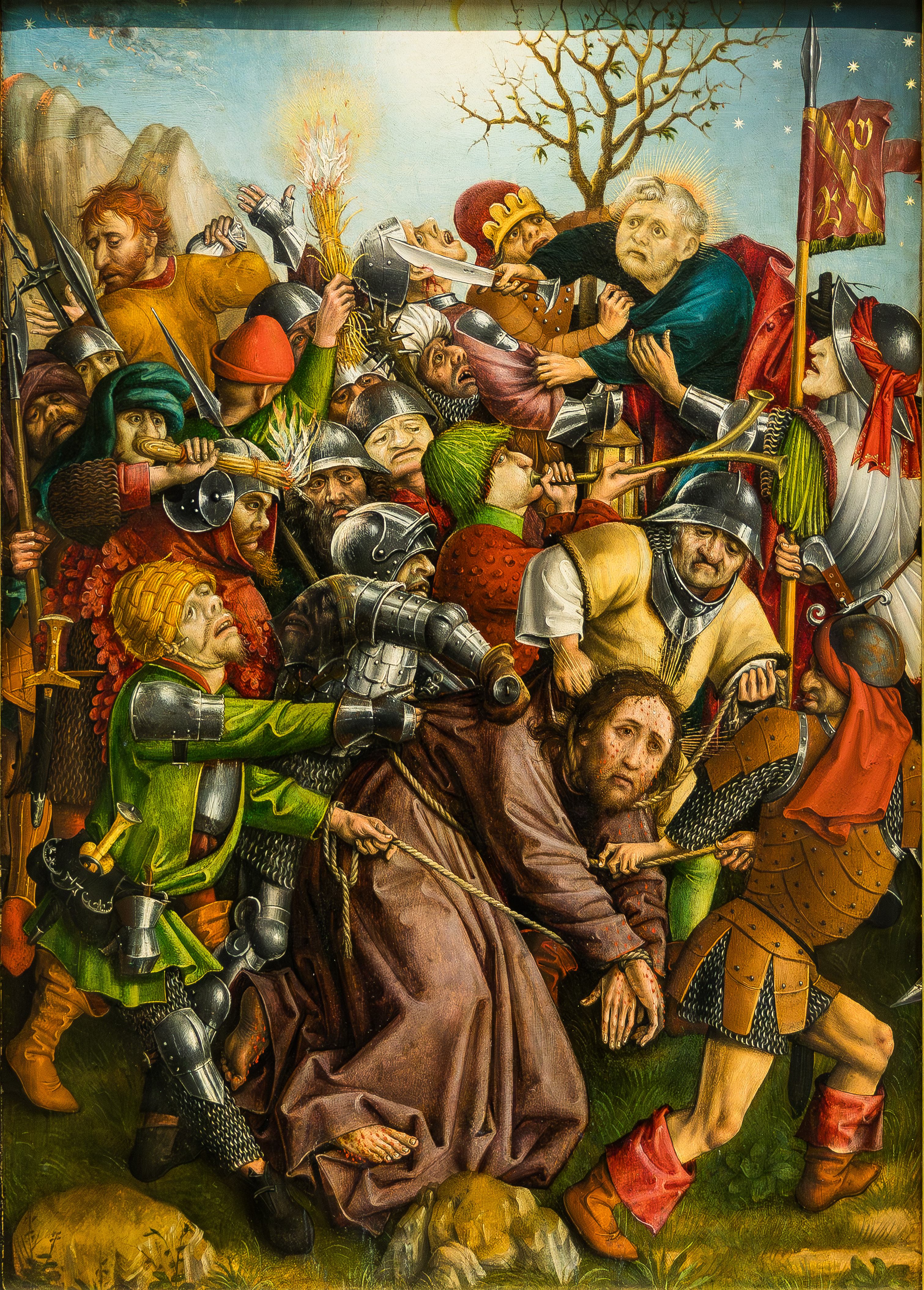
Gevangenneming
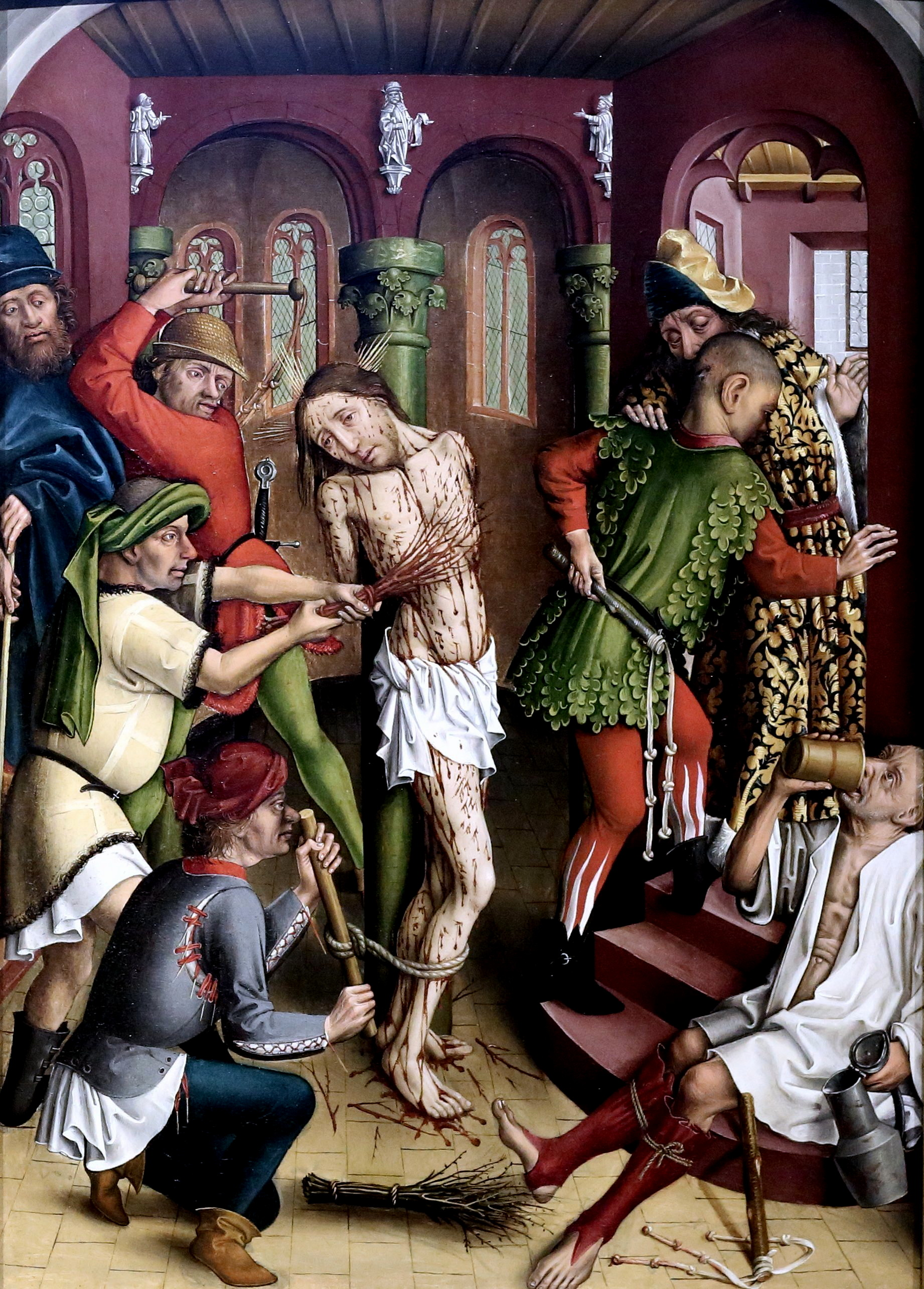
Geseling
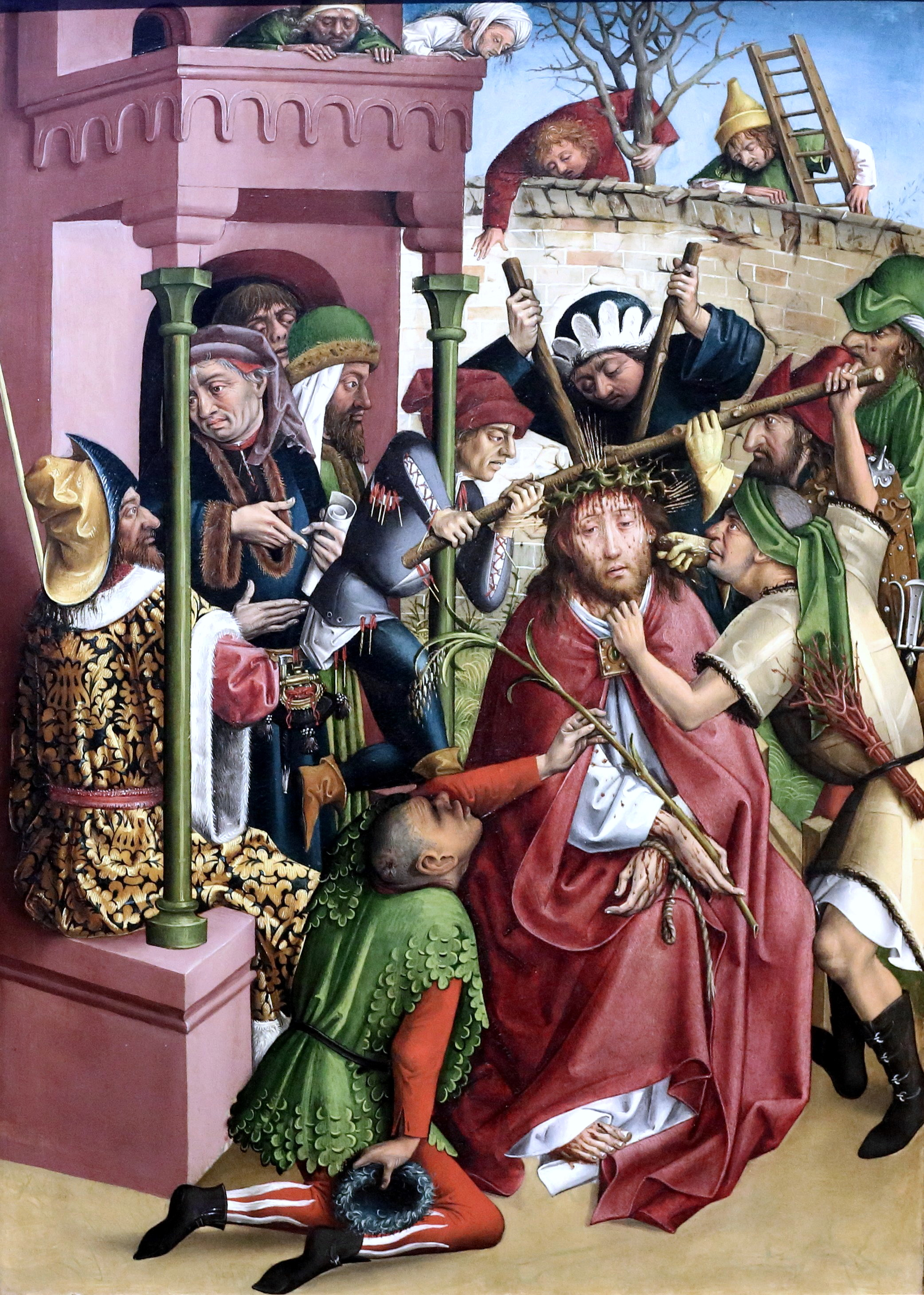
Doornenkroning
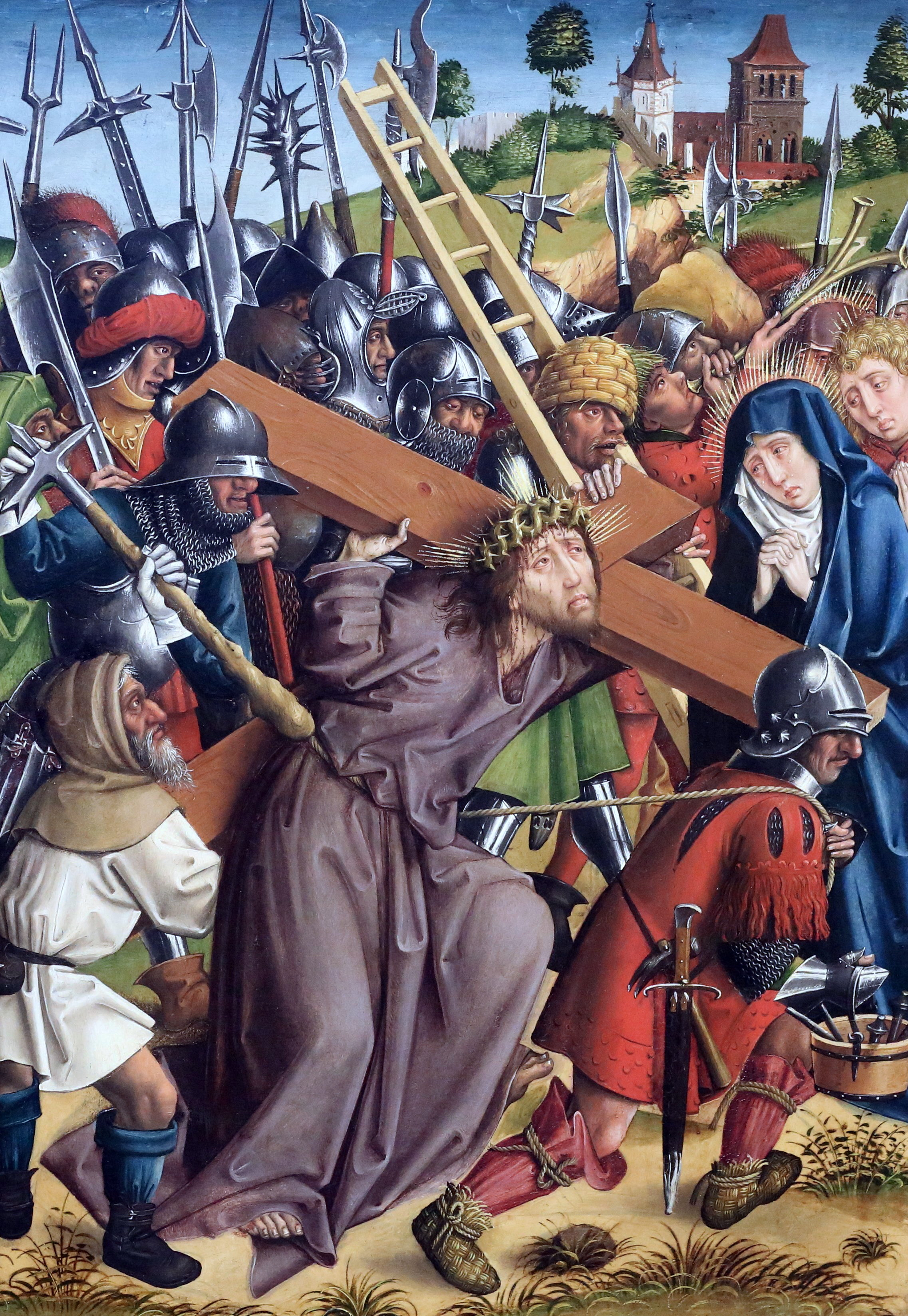
Kruisdraging
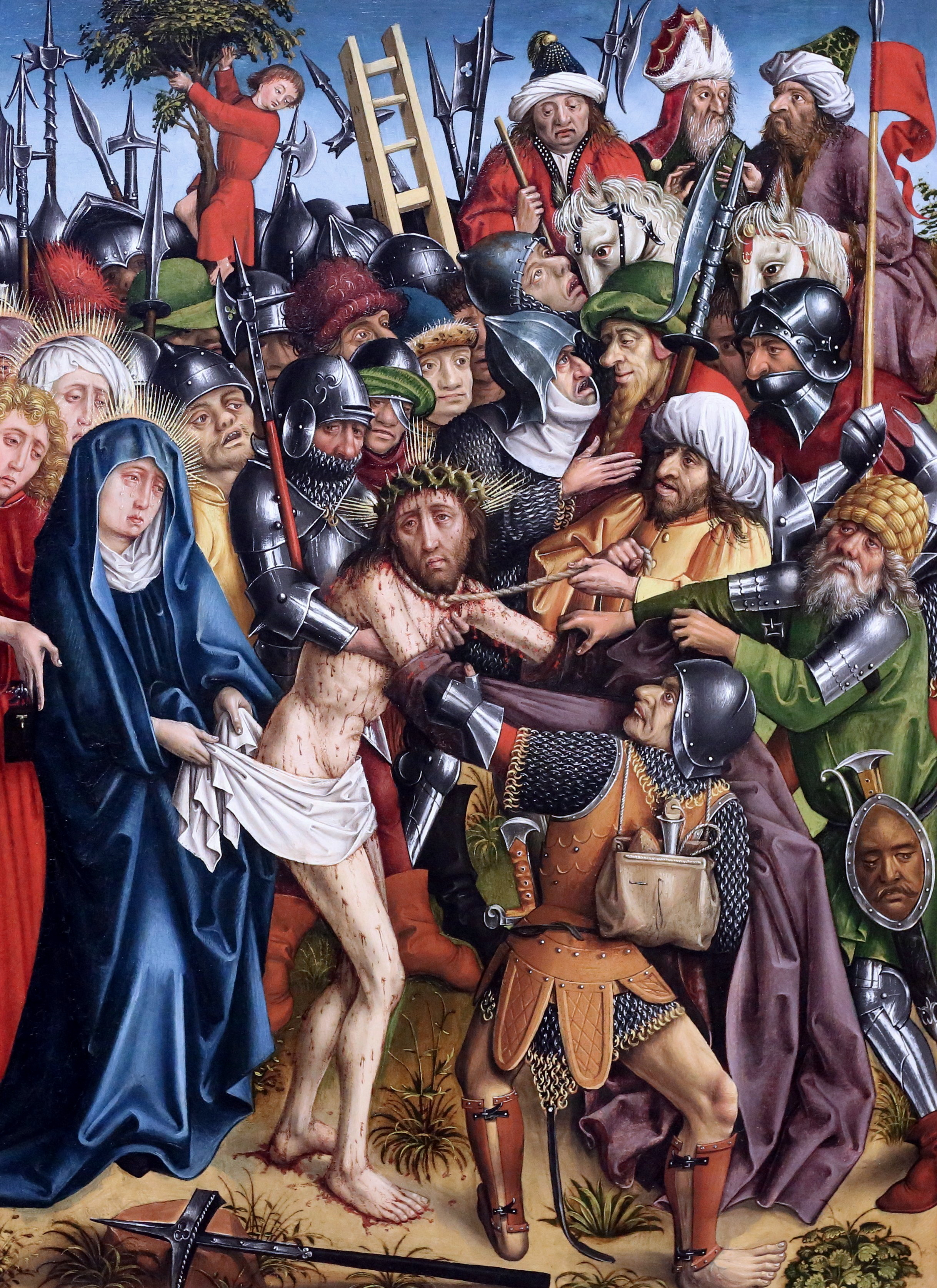
Ontkleding
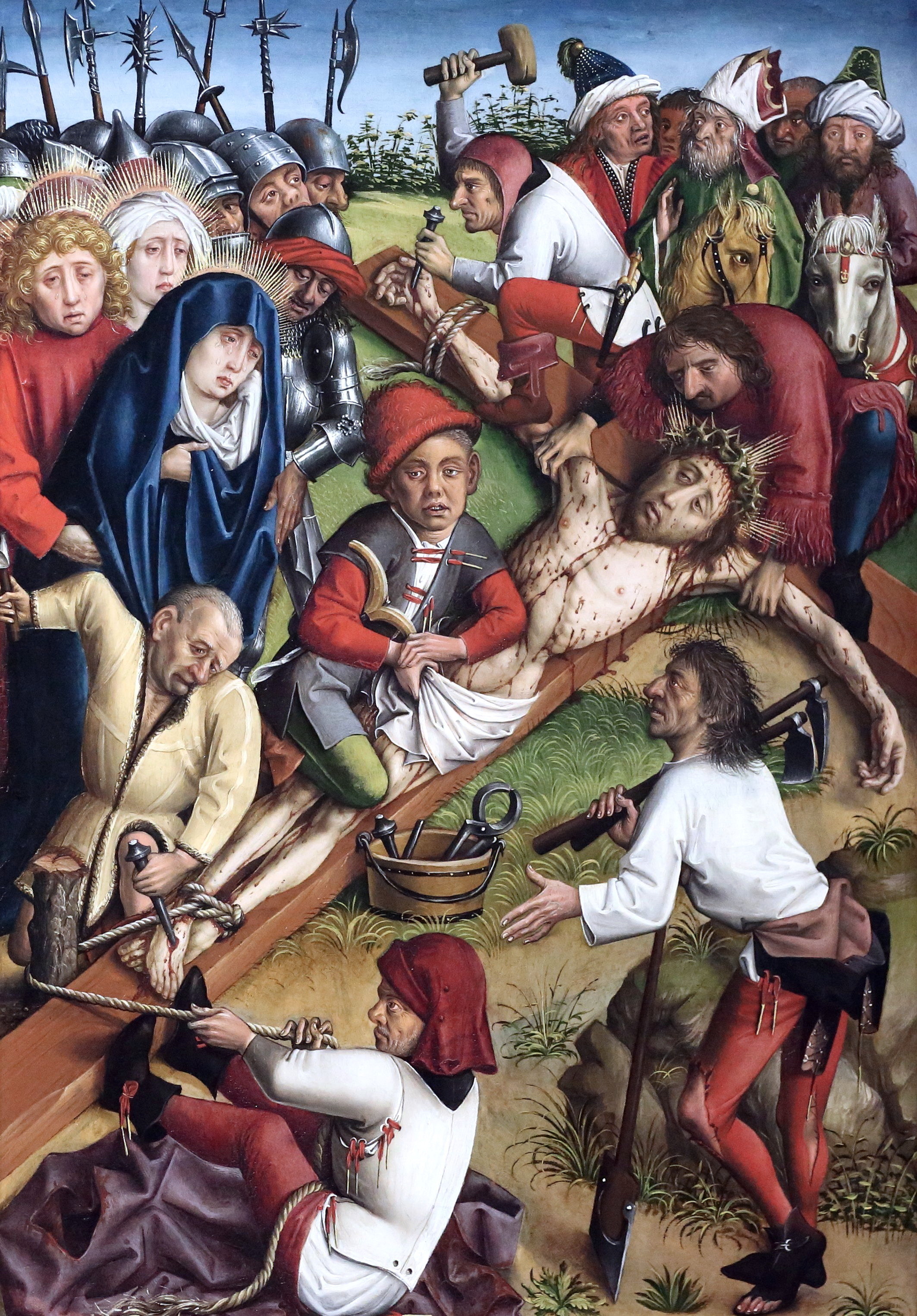
Kruisiging

## Betekenis
De verhalende schildertrant die deze meester in de kunst van het Bovenrijn gebied introduceert kan men terugvinden in enkele werken van de volgende generatie schilders. Hij wordt dan ook gerekend tot een van de belangrijkste schilders van zijn generatie.
Van de meester zelf zijn geen andere werken bekend, tenzij een tekening uit de 17e eeuw die gemaakt zou zijn naar een fresco van hem in de Doninikanenkerk in Straatsburg.
- International Standard Name Identifier: 0000 0000 5422 836X
- Library of Congress Control Number: nr88005485
- RKD-Nederlands Instituut voor Kunstgeschiedenis: 124432
- Union List of Artist Names: 500023846
- Virtual International Authority File: 19522042